# Алма (Канзас)
Алма (англ. Alma) — місто (англ. city) в США, в окрузі Вабонсі штату Канзас. Населення — 802 особи (2020).

## Географія
Алма розташована за координатами 39°0′56″ пн. ш. 96°17′16″ зх. д. / 39.01556° пн. ш. 96.28778° зх. д. (39.015686, -96.287780).  За даними Бюро перепису населення США в 2010 році місто мало площу 1,53 км², з яких 1,50 км² — суходіл та 0,04 км² — водойми.

## Демографія
Згідно з переписом 2010 року, у місті мешкали 832 особи в 342 домогосподарствах у складі 212 родин. Густота населення становила 543 особи/км².  Було 381 помешкання (249/км²).
Расовий склад населення:
| - 96,4 % — білих - 1,0 % — корінних американців - 0,1 % — чорних або афроамериканців |

До двох чи більше рас належало 2,3 %. Частка іспаномовних становила 3,7 % від усіх жителів.
За віковим діапазоном населення розподілялося таким чином: 24,3 % — особи молодші 18 років, 54,2 % — особи у віці 18—64 років, 21,5 % — особи у віці 65 років та старші. Медіана віку мешканця становила 42,7 року. На 100 осіб жіночої статі у місті припадало 87,8 чоловіків;  на 100 жінок у віці від 18 років та старших — 88,6 чоловіків також старших 18 років.
Середній дохід на одне домашнє господарство  становив 53 742 долари США (медіана — 43 889), а середній дохід на одну сім'ю — 65 960 доларів (медіана — 57 083). Медіана доходів становила 41 667 доларів для чоловіків та 33 000 доларів для жінок. За межею бідності перебувало 8,8 % осіб, у тому числі 6,5 % дітей у віці до 18 років та 9,2 % осіб у віці 65 років та старших.
Цивільне працевлаштоване населення становило 434 особи. Основні галузі зайнятості: освіта, охорона здоров'я та соціальна допомога — 36,2 %, виробництво — 18,7 %, публічна адміністрація — 7,6 %, транспорт — 6,5 %.